# Beisheim Stiftungen
Die Prof. Otto Beisheim Stiftungen (auch bekannt als Beisheim Stiftungen) sind zwei gemeinnützige, rechtlich voneinander unabhängige Stiftungen mit Sitz in Baar (Schweiz) und München (Deutschland).

## Geschichte
Die Stiftungen wurden von Otto Beisheim gegründet. Die Gründung der Schweizer Stiftung erfolgte im Jahr 1975 und die der deutschen Stiftung im Jahr 1976. Beide sind rechtlich selbstständige Einheiten und verfügen über eigene Investmentgesellschaften, die nur eigenes Vermögen verwalten und investieren. Nach seinem Tod im Jahr 2013 ging das Vermögen von Beisheim an die beiden Stiftungen über.

## Leitung
Der Vorstand der Schweizer Stiftung setzt sich wie folgt zusammen: Toni Calabretti, Fredy Raas und Hugo Trütsch. Der Vorstand der Deutsche Stiftung setzt sich zusammen aus: Fredy Raas, Hugo Trütsch, Annette Heuser, Christoph Glaser und Uwe Golgert. Die Geschäftsführer der Stiftung in Deutschland sind Ulf Matysiak und Max Wagner. In der Schweiz sind die Geschäftsführerinnen Thérèse Flückiger und Mariana Noteboom.

## Projekte
Um das philanthropische Engagement Beisheims weiterzuführen, entwickeln die beiden Stiftungen eigene Programme und fördern Projekte in den Bereichen Bildung, Gesundheit, Kultur und Sport. Dabei wird ein besonderer Fokus auf innovative und unternehmerische Ansätze gelegt, die einen gesellschaftlichen Beitrag leisten.
So fördert die Beisheim Stiftung in Deutschland zum Beispiel die Duisburger Impact Factory, eine „Start-Up-Schmiede, welche jährlich 20 Jungunternehmer mit sozialen Ambitionen unterstützt“. Die Initiative Krisenchat wird ebenfalls seit Januar 2021 durch die Stiftung unterstützt. Das Programm Bestform. Sport kennt kein Alter fokussiert sich auf körperliches Training in Senioreneinrichtungen. Mit „ich bin alles“ hat die Beisheim Stiftung, in Kooperation mit der Kinder- und Jugendpsychiatrie, Psychosomatik und Psychotherapie am LMU Klinikum München, das „erste wissenschaftlich fundierte“ digitale Infoportal zum Thema Depression und psychische Gesundheit bei Kindern und Jugendlichen gestartet. Gemeinsam mit dem Zentralinstitut für seelische Gesundheit in Mannheim unterstützt die deutsche Stiftung mit MHFA Ersthelfer das Angebot von Erste-Hilfe-Kursen für psychische Gesundheit in Deutschland.
Im Jahr 2024 startete die Stiftung ihr Förderprogramm „Dritte Orte“ als Pilotprojekt in München. Mit dem Projekt sollen Kulturinstitutionen als Dritte Orte, also als soziale Treffpunkte jenseits von Zuhause und Arbeitsplatz, gefördert werden.
Die Beisheim Stiftung in der Schweiz bietet gemeinsam mit der Stiftung Pro Mente Sana dieses Ersthelferkonzept für psychische Gesundheit unter dem Namen Ensa an. Im Bereich der Kultur unterstützt die Schweizer Stiftung die «Konferenz Bildschulen Schweiz», einen national tätigen Dachverein von Kunst- und Gestaltungsschulen für Kinder und Jugendliche. Weiter trug die Beisheim Stiftung in der Schweiz den Freiwilligen-Monitor 2020 mit, der neueste Zahlen sowie Entwicklungen zum freiwilligen Engagement in der Schweiz präsentiert. Ein Beispiel aus dem Bereich Sport ist das Schweizer Projekt Hopp-la, das die gemeinsame Bewegung von Generationen fördert.

### WHU – Otto Beisheim School of Management
Die WHU – Otto Beisheim School of Management ist eine Wirtschaftshochschule in Deutschland und ist Teil eines weltweiten Netzwerks von Partneruniversitäten. Die Hochschule mit Sitz in Vallendar bei Koblenz wurde 1984 auf Initiative der IHK Koblenz gegründet. Ein weiterer Standort befindet sich in Düsseldorf.
Gemeinsam mit seiner Frau Inge war Otto Beisheim der WHU seit den späten 1980er-Jahren eng verbunden, das Ehepaar förderte die Einrichtung über lange Jahre und ist bis heute einer der größten Förderer der Hochschule. Otto Beisheims Name wurde 1993 nach einer Zustiftung in Höhe von 50 Mio. DM dem Hochschulnamen hinzugefügt. Die beiden Stiftungen Otto Beisheims beteiligen sich auch heute noch maßgeblich an der Finanzierung der WHU.